# شورای مبارزه با پول‌شویی (فیلیپین)
شورای مبارزه با پول‌شویی (انگلیسی: Anti-Money Laundering Council) فیلیپین، یک سازمان دولتی است که وظیفه آن اجرای مفاد قانون جمهوری شماره ۹۱۶۰، که همچنین به عنوان «قانون ضد پول‌شویی ۲۰۰۱» شناخته شده‌است، می‌باشد، همچنین به عنوان اصلاح قانون جمهوری شماره ۱۰۱۶۸، و به عنوان «قانون پیشگیری و توقیف هزینه‌های تروریسم ۲۰۱۲» (TFPSA) شناخته می‌شود. این شورا همچنین به عنوان واحد اطلاعات مالی فیلیپین (FIU) و تنظیم کننده مبارزه با پولشویی / مبارزه با سرمایه‌گذاری تروریسم (AML / CTF) عمل می‌کند.
AMLC به آژانس دولتی یا شورا، که رئیس آن آژانس دولتی است، ممکن است اشاره داشته باشد.

## مأموریت
AMLC مسئول حمایت و حفظ یکپارچگی و محرمانه بودن حساب‌های بانکی است و اطمینان از اینکه فیلیپین به عنوان یک محل پولشویی برای درآمد حاصل از فعالیت‌های غیرقانونی مورد استفاده قرار نخواهد گرفت. این همکاری را در تحقیقات بین‌المللی و پیگرد قانونی افراد درگیر در فعالیت‌های پولشویی در هر جایی، گسترش می‌دهد.

## شورا
AMLC مرکب از فرماندار بانکو سنترال ان جی فیلیپین (BSP) به عنوان رئیس، و رئیس هیئت مدیره کمیته بیمه (IC) و رئیس کمیسیون اوراق بهادار (SEC) تشکیل شده‌است. این عمل به اتفاق آرا در رفع اتهامات مالی کار می‌کند.

## ترکیب AMLC
۲۰۰۱–۲۰۰۴
- رافائل کارلوس ب. بوئنوانتورا (BSP، ژوئیه ۱۹۹۹)
- لیلیا بوتیتسا (سپتامبر، ۲۰۰۰ - اوت ۲۰۰۴)
- ادوارد تی مالینیس (IC، آوریل ۱۹۶۲ -)

۲۰۰۴
- رافائل کارلوس ب. بوئنوانتورا (BSP، ژوئیه ۱۹۹۹)
- اف بی بارین(SEC سپتامبر. ۲۰۰۴ -)
- ادوارد تی مالینیس (IC، آوریل ۱۹۶۲ -)

۲۰۰۴–۲۰۰۵
- آموندو ام تتانگو، جونیور(BSP، ژوئیه ۲۰۰۵ -)
- اف بی بارین(SEC سپتامبر. ۲۰۰۴ -)
- بنجامین سنت سانتوس(IC، اوت ۲۰۰۴ - اکتبر ۲۰۰۵)

۲۰۰۵–۲۰۰۷
- آموندو ام تتانگو، جونیور(BSP، ژوئیه ۲۰۰۵ -)
- اف بی بارین(SEC سپتامبر. ۲۰۰۴ -)
- اوانجلین سی اسکوبیلو IC)، اکتبر ۲۰۰۵ - اوت ۲۰۰۷)

۲۰۰۷–۲۰۱۰
- آموندو ام تتانگو، جونیور(BSP، ژوئیه ۲۰۰۵ -)
- اف بی بارین(SEC سپتامبر. ۲۰۰۴ -)
- ادوارد ت. مالینیس(IC، اوت ۲۰۰۷ - فوریه ۲۰۱۰)

۲۰۱۰
- آموندو ام تتانگو، جونیور(BSP، ژوئیه ۲۰۰۵ -)
- اف بی بارین(SEC سپتامبر. ۲۰۰۴ -)
- سانتیاگو جی رانادا(IC، فوریه ۲۰۱۰ - ژوئیه ۲۰۱۰)

۲۰۱۱
- آموندو ام تتانگو، جونیور(BSP، ژوئیه ۲۰۰۵ -)
- اف بی بارین(SEC سپتامبر. ۲۰۰۴ -)
- امانوئل اف دووک (IC، ژانویه ۲۰۱۱ -)

۲۰۱۱–۲۰۱۶
- آموندو ام تتانگو، جونیور(BSP، ژوئیه ۲۰۰۵ -)
- ترسیتا جی هربوسا SEC)، می ۲۰۱۱ -)
- امانوئل اف دووک (IC، ژانویه ۲۰۱۱–۱۶ نوامبر ۲۰۱۷)

۲۰۱۶–۲۰۱۷
- آموندو ام تتانگو، جونیور(BSP، ژوئیه ۲۰۰۵ –ژوئیه ۲۰۰۵)
- ترسیتا جی هربوسا(SEC، می ۲۰۱۱ -)
- دنیس ب. فونا (IC، ۱۶ نوامبر ۲۰۱۶ -)

در حال حاضر
- نستور اس.اس.اس. جونیور(BSP، ۲ ژوئیه ۲۰۱۷ – تا کنون)
- ترسیتا جی هربوسا (SEC، می ۲۰۱۱ -- تا کنون)
- دنیس ب. فونا (IC، ۱۶ نوامبر ۲۰۱۶ - تا کنون)

## دبیرخانه AMLC
AMLC توسط یک دبیرخانه تحت رهبری یک مدیر اجرایی متشکل از چهار (۴) واحد می‌باشد:
- دفتر مدیر اجرایی (OED)
- گروه تطبیق و تحقیق (CIG)
- گروه خدمات حقوقی (LSG)
- گروه مدیریت و تجزیه و تحلیل اطلاعات (IMAG)

زیر مجموعه دفتر مدیر اجرایی، کارمندان خدمات فنی (TSS) و بخش خدمات اداری و مالی (AFSD) قرار دارند.
زیر مجموعه گروه مدیریت و تجزیه و تحلیل اطلاعات(IMAG) کارکنان تجزیه و تحلیل اطلاعات مالی (FIAS)، کارمندان جمع‌آوری داده‌ها و مدیریت (DCMS)، کارکنان توسعه برنامه (ADS) و کارمندان پشتیبانی فناوری اطلاعات (ITSS) قرار دارند.